# Boeing YC-14
O Boeing YC-14 foi um projeto de aeronave bimotora com capacidade STOL, de transporte táctico. Ele foi a entrada da Boeing na competição para um transportador avançado médio para a USAF, que procurava substituir o C-130 Hercules como aeronave padrão para transporte táctico. Apesar de ambos os projetos do YC-14 e o McDonnell Douglas YC-15 terem sido bem-sucedidos, nenhuma das aeronaves entrou em produção. O projeto de substituição se encerrou em 1979 e foi iniciado o Programa CX.

## Especificações
Dados de: Boeing Aircraft since 1916.
Descrições gerais
- Tripulação: 3
- Capacidade: 150 soldados ou 31 400 kg (69 200 lb) (em STOL, 12 300 kg (27 100 lb)
- Comprimento: 40,14 m (130 ft)
- Envergadura: 39,32 m (130 ft)
- Altura: 14,74 m (48 ft)
- Área alar: 163,7 m² (1 760 ft²)
- Peso vazio: 53 410 kg (118 000 lb)
- Peso de decolagem:  (STOL 77 210 kg (170 000 lb)) 113 850 kg (251 000 lb)

Motorização
- Número de motores: 2x
- Tipo do motor: Turbofan
- Fabricante/modelo: General Electric CF6-50D
- Empuxo por motor: 23 133,21 kgf (51 000 lbf) (227 kN)

Performance
- Velocidade máxima: 811 km/h (504 mph)
- Velocidade de cruzeiro (Mach): 0.5904 Ma
- Velocidade total em Mach: 0.6624 Ma
- Velocidade total em Nó: 437,5 kn (810 km/h)
- Alcance: 5 136 km (3 190 mi)
- Razão de subida: 19,35 m/s
- Tecto de serviço: 13 716 m (45 000 ft)